# Aleksandar Kolarov
Aleksandar Kolarov (serbisch-kyrillisch Александар Коларов; * 10. November 1985 in Belgrad, SR Serbien, SFR Jugoslawien) ist ein ehemaliger serbischer Fußballspieler.

## Vereinskarriere
Aleksandar Kolarov begann seine Karriere beim serbischen Zweitligisten FK Čukarički, mit dem er 2004/05 auch erstklassig spielte. Anfang 2006 wechselte der Verteidiger zu OFK Belgrad, für den er fünf Tore in 38 Spielen erzielte. Im Sommer 2007 ging Kolarov in die italienische Serie A, wo er einen langfristigen Vertrag beim damaligen Champions-League-Teilnehmer Lazio Rom unterschrieb. Bei Lazio kam er seitdem ebenfalls regelmäßig zum Einsatz. Im Sommer 2010 wechselte Kolarov für umgerechnet 22,7 Millionen € zu Manchester City.
Zur Saison 2017/18 wechselte er zur AS Rom. In der Serie A absolvierte er 100 Partien und erzielte 17 Tore. Außerdem spielte er 20 Mal in der Champions League und traf dabei einmal.
Zur Saison 2020/21 wechselte Kolarov zum Ligakonkurrenten Inter Mailand.
Am 19. Juni 2022 kündigte er in einem Brief an die ANSA seinen Abschied vom aktiven Fußball an.

## Nationalmannschaft
Mit der serbischen Nationalmannschaft qualifizierte sich Aleksander Kolarov für die Fußball-Weltmeisterschaft 2010 in Südafrika. Er kam in zwei von drei Spielen während der WM zum Einsatz.
Acht Jahre später war er als Kapitän Teil des serbischen Aufgebots zur Weltmeisterschaft 2018. Im Auftaktspiel gegen Costa Rica erzielte er mit einem Freistoßtor den 1:0-Siegtreffer für seine Mannschaft. Dennoch schied Serbien nach der Vorrunde aus.

## Spielerische Eigenschaften
Seine Stärken liegen außer in der Verteidigung in seiner Schusskraft, was ihn zu einem guten Freistoßschützen macht. In Serbien wird er diesbezüglich mit Siniša Mihajlović verglichen, einem erfolgreichen Freistoßschützen.

## Erfolge und Titel
- Aufstieg in die zweite Liga mit Čukarički Belgrad: 2005
- Italienischer Pokalsieger: 2009, 2022
- Italienischer Supercupsieger: 2009, 2021
- WM-Teilnahme mit Serbien: 2010, 2018
- Serbiens Fußballer des Jahres: 2011
- FA-Cup-Sieger: FA Cup 2010/11
- FA-Community-Shield-Sieger: 2012
- Englischer Meister: 2012, 2014
- League Cup: 2014, 2016
- Italienischer Meister: 2021

## Sonstiges
Mit seiner Ehefrau Vesna hat er zwei Kinder.